# المصبح (بكيل المير)

تعديل مصدري - تعديل

المصبح هي إحدى قرى عزلة فاس بمديرية بكيل المير التابعة لمحافظة حجة، بلغ تعداد سكانها 151 نسمة حسب تعداد اليمن لعام 2004.